# Goodenia helmsii
Goodenia helmsii är en tvåhjärtbladig växtart som först beskrevs av E. Pritzel, och fick sitt nu gällande namn av R. Carolin. Goodenia helmsii ingår i släktet Goodenia och familjen Goodeniaceae. Inga underarter finns listade i Catalogue of Life.